# Buno Bedele
Buno Bedele è una delle zone amministrative in cui è suddivisa la Regione di Oromia in Etiopia.

## Woreda
La zona è composta da 10 woreda:
1. Badele Zuria
2. Bedele town
3. Borecha
4. Chora (Buno Bedele)
5. Chwaka
6. Dabo Hana
7. Dedesa
8. Dega
9. Gechi
10. Meko